# Edipo a Colono (Mendelssohn)
Edipo a Colono è una composizione di Felix Mendelssohn destinata ad essere eseguita come musiche di scena per l'Edipo a Colono di Sofocle. 
Si tratta di un'opera commissionata da Federico Guglielmo IV di Prussia. Secondo alcuni critici, la sua importanza è individuabile nell'influsso che la cultura dell'antica Grecia esercitò sugli artisti tedeschi del XIX secolo. Inoltre, rappresenta una rilettura dei personaggi di Sofocle, nell'ottica propria dell'influenza del mito greco.
Nella produzione di Mendelssohn quest'opera si inserisce - appunto - in un ciclo greco, assieme all'Antigone op. 55, in sette pezzi per narratori, tenore, basso, doppio coro maschile e orchestra, composta nel 1841.
Catalogata come op. 93, è composta da nove pezzi per narratori, due tenori, due bassi, doppio coro maschile e orchestra che furono eseguiti per la prima volta nella città di Potsdam nel 1845.